# The Kelly Family
Os The Kelly Family são uma banda pop, folk e rock com mais de 40 anos de carreira e vários milhões de discos vendidos na Europa, constituída por um grupo de irmãos e irmãs nascidos nos Estados Unidos, Espanha, Irlanda e Alemanha. No total os Kelly Family são doze irmãos (e inicialmente até os pais faziam parte da banda), mas durante grande parte da carreira, e nomeadamente na fase de maior sucesso, o grupo tinha nove membros. Hoje tem apenas cinco. Todos os membros cantam (pelo menos um tema em cada álbum), compõem, tocam diversos instrumentos e detêm total controlo sobre a produção dos álbuns e a gestão da sua carreira.
Tendo como imagem de marca uma indumentária muito peculiar (roupas coloridas num estilo entre o hippie e o cigano, com claras influências circenses, desenhadas pelos próprios membros da banda) e cabelos extremamente longos, os Kelly Family conheceram o pico da sua fama durante os anos noventa, no final dos quais resolveram fazer uma pausa. Hoje, musicalmente diferentes e com um visual bem mais discreto, estão longe dos níveis de popularidade de outrora, embora mantenham uma considerável legião de fãs indefectíveis, autodenominados kelly-fans ou kelfans (em português, kelly-fãs ou kelfãs).

## História

### As origens
As origens irlandesas dos Kelly Family, que marcaram forte presença na música da banda ao longo de grande parte da sua carreira, remontam a meados do século XIX, altura em que milhões de irlandeses emigraram para os Estados Unidos para escapar à pobreza e à fome no seu país de origem. Entre eles estava Sean O'Kelley (bisavô dos irmãos que viriam a formar a banda), na altura uma criança, que partiu com os seus pais para o estado do Michigan. A família decidiu "americanizar" o apelido para facilitar a integração, passando a chamar-se Kelly. Sean Kelly teve vários filhos, que lhe deram vários netos, entre eles Dan Kelly. É com ele que começa verdadeiramente a história dos Kelly Family.

### O início
Em 1957 Dan casa-se com Joanne (segundo algumas fontes, Jenny ou Juana), com quem tem quatro filhos: Danny (1961), Caroline (1962), Kathy (1963) e Paul (1964). Sabe-se que em 1966 Dan emigrou com os filhos para Gamonal, no sul da Espanha, mas enquanto o site oficial dos Kelly Family afirma que o fez já com a sua nova companheira, Barbara Ann Suokko, americana de ascendência finlandesa e tirol, são vários os fansites segundo os quais Joanne emigrou com Dan e os filhos e, já em Espanha, tendo o casal contratado Barbara Ann como ama, esta e Dan Kelly se apaixonaram e Joanne regressou aos Estados Unidos (um outro fansite, um dos mais importantes e visitados pelos fãs de Kelly Family, sugere que Barbara Ann acompanhou Dan, Joanne e família aquando da mudança para Espanha, já no papel de ama das crianças).

### Na Europa
Apesar das dúvidas,  aquilo que se tem como certo é que Dan e Barbara casaram em 1970, quando da sua união haviam já nascido dois filhos: John (1967) e Patricia (1969). A casa onde viviam no sul de Espanha era pobre, sem electricidade e sem água, e a oferta de entretenimento na zona era escassa, pelo que as crianças cantavam e dançavam para se divertir. A certa altura o grupo começa a ser convidado para actuar em aniversários, casamentos e festas populares. Jimmy nasce em 1971 e Joey em 1972, altura em que Dan Kelly decide fechar a loja de antiguidades que mantinha em Toledo e passa a actuar com os filhos.
Em 1973 mudam-se para Belascoáin, uma pequena aldeia perto de Pamplona, onde Dan abre um bar de artistas chamado "La Viana". Em 1974 o grupo passa a ter um nome, Kelly Kids, e no ano seguinte, em que nasce Barby, actua pela primeira vez na televisão espanhola. Mais uma vez, Dan decide fechar o negócio e a família começa uma digressão pela Espanha, cantando pelas ruas. Em 1976 resolvem fazê-lo na Itália, mas em Roma acontece um imprevisto: o autocarro em que viajavam é roubado. Apenas com a roupa do corpo, os passaportes e os instrumentos, começam a tocar na rua por necessidade. No fim do primeiro dia haviam recolhido uma quantia considerável, pelo que Dan diz aos seus filhos: "Crianças, a nossa vida mudou!".
A família começa então a percorrer a Europa, ganhando a vida a cantar nas ruas. Em Viena, convidados pelo director Bernhard Paul, aceitam participar dos espectáculos do Circo Roncalli, (o que voltaria a suceder quase 30 anos volvidos), regressando depois à estrada. Em 1977 Dan compra um autocarro vermelho de dois andares, tipicamente britânico, no qual é pintado o recém-criado logotipo da banda, que passa a chamar-se The Kelly Family. O "double decker bus", como ficou conhecido, passaria a ser o transporte e a casa dos Kelly durante vários anos e uma das imagens de marca deste período da sua carreira. Durante a digressão nascem outros dois filhos: Paddy, em 1977, na Irlanda, e Maite, em 1979, na Alemanha.

### O primeiro contrato
É também na Alemanha, no final dos anos setenta, que os Kelly Family são descobertos por um agente enquanto actuam na rua e assinam, com a Polydor, o seu primeiro contrato discográfico, ao abrigo do qual lançam vários álbuns. É com o single "David's Song (Who'll Come With Me)", de 1979, que atingem os tops: o tema foi número 1 na Bélgica e na Holanda, obtendo também considerável sucesso na Alemanha, onde passou 20 semanas no top 100 (chegando ao 15º lugar). Ainda assim, o contrato com a Polydor é rescindido pois Dan sente-o como uma limitação à liberdade da banda, forçando-a a situações com que não concorda, como por exemplo fazer playback em programas de televisão. Durante o contrato com a Polydor os Kelly Family gravaram dezenas de músicas, tendo a editora conservado todos os direitos; assim, foram posteriormente lançados (sobretudo na fase de maior fama dos Kelly Family) vários álbuns legais (isto é, que não são piratas) mas que a banda não considera na sua discografia oficial (ver a secção relativa à discografia não-oficial no presente artigo).
Em 1981 a família lança dois álbuns de forma independente, Christmas All Year e Wonderful World, mas vê-se forçada a regressar a Espanha devido ao frágil estado de saúde da mãe, que sofria de cancro da mama. Barbara Ann dá à luz o seu último filho, Angelo, em Dezembro de 1981, falecendo cerca de um ano depois. A tragédia abalou a família, que colocou em causa a sua carreira; mas o último pedido da mãe, "keep on singing" ("continuem a cantar"), é levado à letra, chegando mesmo a dar título a um álbum alguns anos depois. Após o falecimento de Barbara, Caroline e Danny regressam aos EUA, passando a morar com a mãe. Paul segue com a família para Paris, mas pouco depois deixa de fazer parte da banda para ingressar num curso profissional com o objectivo de tornar-se chef.

### Street Life
Em Paris os Kelly Family tocam sobretudo no metro. Arriscam depois, em 1986, uma digressão por vinte cidades americanas, mas não obtêm o sucesso esperado e retornam à Europa. Esta é chamada a sua fase "Street Life". Em 1988 criam a sua própria editora discográfica, a Kel-Life, e lançam o seu primeiro álbum ao vivo: Live!. A Kel-Life reedita também Christmas All Year e Wonderful World, os únicos álbuns anteriores a 1988 a figurar na discografia oficial da banda. Tal como Dan pretendia, os Kelly Family passam a deter total controlo sobre a sua música; apesar de contratarem produtores, engenheiros de som, instrumentistas e outros profissionais, cabem aos membros da banda todas as decisões relativas ao processo criativo, à produção musical, ao design dos álbuns e outros produtos, à sua imagem e indumentária, à agenda de concertos e gravações, enfim, a tudo o que diga respeito à sua carreira.

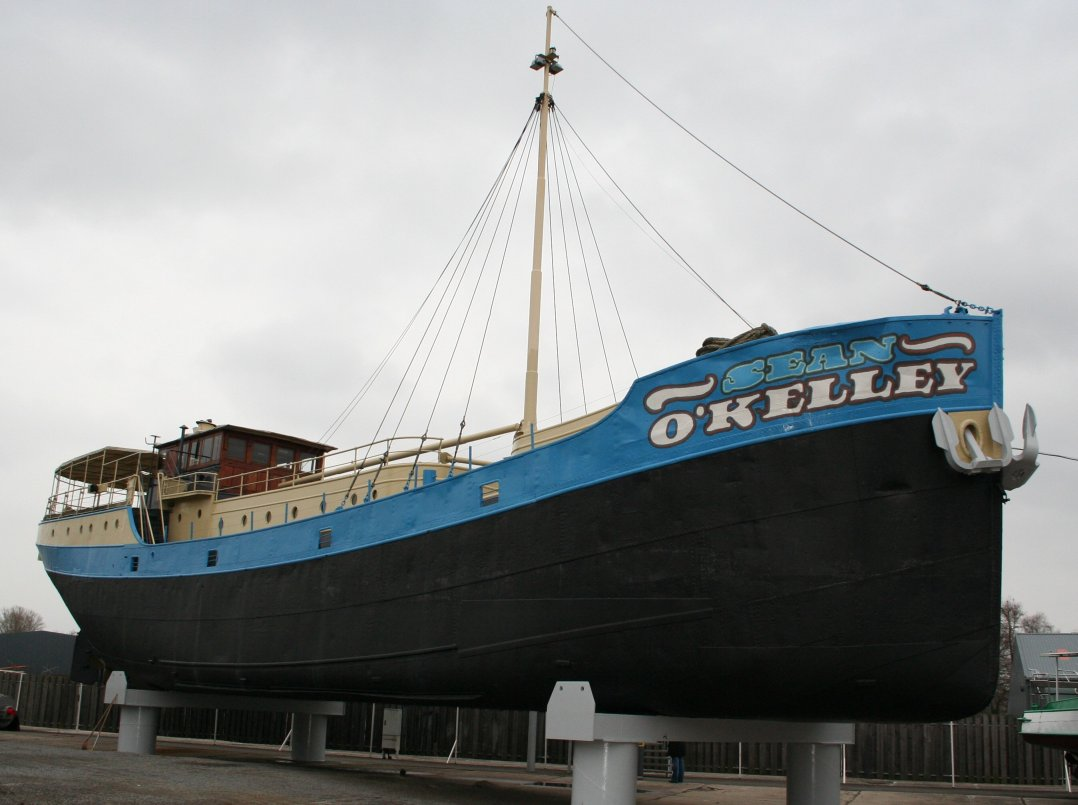
O barco Sean O'Kelley, exposto atualmente no Museu da Tecnologia de Speyer

Na mesma altura, compram um barco em Amesterdão, reformam-no, chamam-lhe Sean O'Kelley (em homenagem ao seu bisavô) e passam a viver nele, primeiro na Holanda, depois no rio Reno, junto à cidade de Colónia, na Alemanha. O barco está atualmente no Museu da Tecnologia de Speyer. Em 1989 é lançado o álbum Keep On Singing e no ano seguinte New World. A cada álbum são menos as covers e mais os temas originais, sendo que Keep on Singing conta já com uma composição de Paddy e Angelo; Paddy, de 12 anos, compôs a música e Angelo, de 8, a letra, que consiste simplesmente na repetição de uma promessa: "ain't gonna pee pee in my bed tonight" ("não vou fazer xixi na cama esta noite").
É também em 1990 que a família sofre nova provação: Dan Kelly é vítima de um AVC, que paralisa o lado direito do seu corpo. Nessa altura, o pai passa para os bastidores, deixando de cantar com os filhos.
Quando, em 1991, é lançado o álbum Honest Workers, os Kelly Family gozam de uma popularidade considerável, mas continuam a actuar nas ruas, em tendas e ocasionalmente em salas pequenas. Street Life, de 1992, é um álbum ao vivo que reflecte a vivência dessa realidade. É também em 1992 que nasce o primeiro membro da geração seguinte dos Kelly Family: Sean, filho de Kathy e de Vincent Van Halle, que passara a viver com a família desde o seu casamento com Kathy dois anos antes. Em 1993 os Kelly Family lançam a compilação The Very Best Over Ten Years e o álbum WOW, o primeiro em que todos os temas são da sua autoria.

### O sucesso
É em 1994, com Over The Hump, que começa a revolução. Pela primeira vez um álbum dos Kelly Family chega ao top 100 alemão, onde permanece durante 111 semanas (de Setembro de 1994 a Outubro de 1996), 52 delas no top 10, atingindo e mantendo o número 1 durante várias semanas. Também os quatro singles de Over The Hump fazem grande sucesso, sobretudo o primeiro, An Angel, que atinge o número 2 na tabela de vendas. Os Kelly Family não viam um single seu no top 100 alemão desde aquele que os tornou conhecidos em 1979. Com Over The Hump a banda conquista uma enorme legião de fãs, cruzando fronteiras geográficas que até aí não havia conseguido ultrapassar, ao figurar nos tops não apenas da Alemanha, Bélgica e Holanda mas também de vários outros países europeus, como a Áustria e alguns países da Europa de Leste. As ruas, tendas e pequenas salas dão lugar a grandes pavilhões e estádios.
Depois do álbum de Natal Christmas For All (1995), também bem sucedido em termos de vendas, o êxito de Over The Hump repete-se no trabalho seguinte, Almost Heaven (1996). O álbum entra directamente para a primeira posição, que mantém ao longo de 6 semanas, enquanto I Can't Help Myself é o primeiro (e até ao momento único) single dos Kelly Family a subir ao número 1 nos tops alemães. Com este álbum, o sucesso dos Kelly Family estende-se a ainda mais países europeus, incluindo Portugal.
Ainda em 1996, os Kelly Family são convidados a cantar as versões alemã e espanhola da canção "God Help the Outcasts", tema principal do filme da Disney "O Corcunda de Notre Dame". Apesar de cantadas pela banda, "Gott Deine Kinder" e "Que Dios Ayude" (também chamada "Dios Ayude A Los Marginados" ou "Oración de Esmeralda") não foram compostas pelos Kelly Family.
A nível pessoal, é também em 1996 que os Kelly Family resolvem fazer uma aproximação às origens, comprando um castelo na Irlanda, onde passam a viver. Regressariam à Alemanha em 1998, passando a morar no famoso Castelo de Gymnich, que durante muitos anos acolheu figuras importantes da política mundial em visita oficial à Alemanha.
Em 1997 e 1998 os Kelly Family lançam Growing Up e From Their Hearts, que atingem grande sucesso, embora inferior aos dois álbuns anteriores. Seriam os dois últimos álbuns de originais da banda no século XX. Nesta altura, Jimmy afasta-se um pouco da banda e, apesar de participar dos álbuns, raramente sobe ao palco com os irmãos; quem passa a fazê-lo, mas apenas durante alguns meses, é Adam Kelly, primo direito dos membros dos Kelly Family.
Em 1999 são lançados um álbum duplo ao vivo (Live Live Live), uma compilação de bonus tracks (The Bonus-Tracks Album) e um Best Of em dois volumes. Originais, além de três temas inéditos incluídos no best of, apenas dois singles: o primeiro, The Children Of Kosovo (cujos lucros reverteram para o projecto Child Friendly Spaces da UNICEF), é na realidade um semi-original, já que se trata de uma canção do álbum WOW ("When The Last Tree…") com nova letra (o single inclui cinco versões: em inglês, francês, alemão, luxemburguês e neerlandês); o segundo, Saban's Mystic Knights of Tir Na Nog, é o tema do genérico da série Mystic Knights of Tir Na Nog, da FOX.
No mesmo ano, é lançado The Very Best of Kathy Kelly, incluído na discografia oficial dos Kelly Family mas já um primeiro passo no sentido da carreira a solo que Kathy ambicionava há alguns anos. No fundo, trata-se de uma compilação de temas seus incluídos em álbuns dos Kelly Family (alguns regravados, outros na mesma versão) e três originais, não ficando claro se a nova carreira de Kathy poria ou não em causa a sua permanência na banda.
Em 2000 os Kelly Family ainda dão alguns concertos, mas segue-se um hiato de dois anos na sua carreira, durante os quais as escassas notícias que vêm a público são de cariz pessoal: soube-se que John casou, Joey e Angelo foram pais e Patricia casou e foi mãe; soube-se ainda que passaram a viver em casas próprias na cidade de Colónia ou arredores, tendo mais tarde vendido o Castelo de Gymnich. Muitos pensaram que a carreira da banda havia terminado.

### A "nova era"
Em 2002 dá-se o regresso. Sem Kathy e Johnny. Sem Barby mais tarde. No entanto, a doce "ballarina" ainda participou no novo álbum da nova era dos Kellys, participando também na tour do mesmo para depois, mais tarde, abandonar a banda. O primeiro álbum desta "nova era" denomina-se 'La Patata', que obtém relativo sucesso e alguma pressão por parte dos media para ser, definitivamente, lançado.
Os Kelly Family estão claramente diferentes: em termos de sonoridade, apesar de continuarem com o folk, pop, rock, apostam também num estilo rap e jazz, num estilo igualmente mais adulto, abrindo-se também mais espaço para o rock e para, mais uma vez, o seu estilo único e irreverente pelo qual são identificados. Também a indumentária se altera, e as roupas e coloridas dão lugar a formas e cores mais discretas, mais convencionais, apesar de continuarem com o seu estilo próprio e com roupas feitas pelos mesmos. A participação de músicos contratados no álbum não é inédita, mas é-o o facto de na digressão do La Patata a banda ser acompanhada em palco por músicos de apoio que não fazem parte da família Kelly. Além da Kel-Life, surge neste álbum outra marca registada, a Kelsongs, que passa a deter os direitos de autor sobre a música dos Kelly Family.
Os Kelly Family prosseguem na música sem nunca esquecerem as suas origens e a humildade com a qual cresceram.
Kathy prosseguiu a sua carreira a solo, e de Barby foi dito que estava a descansar do mundo do espectáculo. No entanto, recentemente, Joey Kelly, afirmou em Gymnich, que a Barby estava afastada do mundo do espectáculo e que não regressaria (www.ikf-forum.eu)
Sobre Johnny nada se soube, mas foi o próprio quem, mais tarde, confessou ter preferido afastar-se por razões que explica num comunicado publicado no site da esposa (cuja reprodução sem autorização é proibida, pelo que não será citado na Wikipédia). A referida esposa de John é Maite Itoiz (filha de Carlos Itoiz, antigo professor de guitarra dos irmãos Kelly) que, em criança, chegou a tocar com os Kelly Kids. Após o casamento em 2001, John mudou-se para Espanha e passou a trabalhar como produtor e empresário de Maite, que é cantora lírica.
2002, o ano do regresso, fica também marcado pela participação dos Kelly Family no festival da Eurovisão, com a canção "I Wanna Be Loved" (incluída no álbum La Patata), que não passou à final internacional. Em Agosto do mesmo ano falece Dan Kelly, o patriarca da família, cujo funeral na Irlanda foi presenciado por centenas de fãs.
Em 2003 Paddy lança o seu primeiro álbum a solo, In Exile, conciliando no entanto a nova carreira com a sua participação nos Kelly Family. Várias letras no seu álbum têm forte conotação religiosa (católica) e social (abordando temas como a guerra, os crimes sexuais contra crianças ou o suicídio), como de resto já era notório em algumas das canções que compôs para La Patata.
Homerun, lançado em 2004, é, até ao momento, o último álbum de originais dos Kelly Family. Trata-se de um álbum duplo que inclui um CD mais leve e calmo (Home) e outro mais pesado (Run) e que conta com a participação especial de Paul, que já não tocava com a família há mais de duas décadas. Musicalmente, Homerun segue o caminho trilhado por La Patata, havendo também uma clara aproximação ao jazz, ao que se sabe por influência de Angelo, cujo ex-professor de bateria, Billy Cobham, é considerado por muitos um dos maiores bateristas do género.
Ainda em 2004, a banda anuncia que Paddy recolher-se-á a um mosteiro para reflectir sobre a sua vida espiritual, não sabendo se algum dia voltaria a tocar com os irmãos. Angelo vai participando como convidado em álbuns e concertos de outras bandas, faz drum clinics, lança dois DVDs (um deles em parceria com Billy Cobham) e começa a trabalhar no seu álbum a solo, I'm Ready, que seria lançado em 2006; Joey dedica-se ao desporto (é praticante de triatlo desde há vários anos); Maite parte para o Togo como voluntária, e após regressar dedica-se ao seu projecto a solo, previsto para meados de 2007; também Jimmy vai planeando o seu álbum a solo. A par de tudo isso, continuam em digressão - incluindo concertos convencionais, espectáculos músico-circences com o circo Roncalli (quase 30 anos depois de terem actuado com o circo de Bernhard Paul pela primeira vez) e espectáculos acústicos (com a participação de Paul Kelly). Os Kelly Family vivem actualmente uma fase em que procuram explorar a sua versatilidade (não apenas musical) e colocam igualmente grande ênfase na sua vida pessoal, sucedendo-se as notícias sobre casamentos e nascimentos de novos membros da família.
Em 2006 é lançado o álbum Hope, uma compilação cujos lucros revertem para a "St. John's Children", uma instituição de assistência a crianças na Lituânia. No mesmo ano, John Kelly volta a gravar e regressa aos palcos com Tales From The Secret Forest, um projecto que partilha com a esposa. Por seu lado, Kathy Kelly continua a sua carreira a solo, tendo já lançado três álbuns.
Entretanto, em 2007 Kathy Kelly volta de novo, em força, aos Kelly Family. Os Kelly Family realizam, ao mesmo tempo, projectos a Solo. Recentemente os fãs puderam assistir a uma espécie de KellyFestival, durante três dias, onde puderam assistir à actuação de Patricia Kelly a solo, que surpreendeu pelo estilo jazz, e pela música "Brought me home" dedicada ao seu irmão Paddy Kelly; Kathy Kelly também actuou, assim como Angelo Kelly. Já Joey realizou uma "palestra" sobre a vida dos Kelly Family desde sempre até aos mais recentes dias de hoje, onde afirmou que não saberia quando Paddy iria voltar. ( Dá-se o regresso em 2015 ao mundo artístico.)
Em 2008, correm os rumores de que poderá surgir um novo álbum.
Recentemente, Angelo Kelly esteve em Portugal com a sua mais recente Up Close Tour. Em Março do mesmo ano lançou o seu mais recente álbum LOST SONS e, uns dias depois, o DVD+CD UP CLOSE TOUR, que contém imagens de Portugal e Espanha, país no qual os bilhetes esgotaram.
Com o mesmo brilho e beleza de sempre, os Kelly Family continuam a realizar o sonhos dos pais, que antes de partirem para o mundo do céu, lhes disseram "Keep on Singing" (continuem a cantar)!

## Membros

### Os 9 principais

#### Em actividade
Patricia Kelly
Maria Patricia Kelly nasceu a 25 de Novembro de 1969 em Gamonal, na Espanha. Toca sobretudo guitarra (principalmente acústica), harpa e congas. Em 2000 casou com Dennis Sawinkin, tendo da união nascido dois filhos: Alexander Joseph (2001) e Ignatius Aron Maria (2003). Embora não o use artisticamente, adoptou o apelido do marido, passando a chamar-se Maria Patricia Kelly-Sawinkin.
Lançou-se a solo em 2008 e gravou um maxi-CD com apenas 5 músicas intitulado "A New Room."
Em 2010 lançou o seu primeiro álbum a solo intitulado 'It Is Essenial'.
Jimmy Kelly
Victor James Kelly nasceu a 18 de Fevereiro de 1971 em Gamonal, na Espanha. Esteve afastado da banda durante vários anos na segunda metade da década de noventa, altura em que não actuou ao vivo com os Kelly Family mas participou de todos os álbuns. Foi o primeiro dos irmãos a cortar radicalmente o cabelo, quebrando uma imagem de marca que se mantinha desde sempre. Jimmy e Maike, com quem casou em 2005, foram pais de uma menina, Aimée, em 2006. Toca sobretudo guitarra e percussão, sendo também muitas vezes responsável pela direcção de videoclips ou outros vídeos da banda.
Joey Kelly
Joseph Maria Kelly nasceu a 20 de Dezembro de 1972 em Gamonal, na Espanha. É o principal guitarrista da banda. Em 2005 casou com Tanja Niethen, dos Bellini (banda reconhecida pelo hit "Samba de Janeiro", de 1997), após vários anos de vida em comum. O casal tem três filhos: Luke Christoph (2000), Leon (2004) e Lilian (2006). Apaixonado por desporto, já competiu diversas vezes em eventos de triatlo, incluindo o Ironman, e também na Marathon des Sables.
Maite Kelly
Maite Star Kelly nasceu a 4 de Dezembro de 1979 em Berlim, na Alemanha. Toca sobretudo baixo, mas também guitarra e percussão. Em 2004 partiu para o Togo como voluntária num projecto humanitário. Foi lá que conheceu o francês Florend Raimond, com quem casou em 2005 e de quem tem uma filha, Agnes Therese Barbara, nascida em 2006.
Lançou-se a solo em 2008, gravou um álbum de originais a ser lançado ainda em 2009.
Angelo Kelly
Angelo Gabriele Kelly, o mais novo dos irmãos Kelly, nasceu a 23 de Dezembro de 1981 em Pamplona, na Espanha. Embora seja comum tocar guitarra nas canções nas quais é o principal vocalista, Angelo dedica-se essencialmente à bateria, tendo participado como baterista em vários álbuns de outras bandas e lançado um DVD instrucional em parceria com Billy Cobham, seu ex-professor, considerado um dos maiores bateristas da história do jazz. Em 2005 casou com Kira Harms, com quem já tinha dois filhos: Gabriel Jerome (2001) e Helen Josephine (2002). Já depois do casamento, em 2006, nasceu Emma Maria. No mesmo ano, Angelo lançou o seu primeiro álbum a solo, I'm Ready.

#### Retirados
Quatro dos nove irmãos que constituem a formação mais famosa dos Kelly Family encontram-se de momento afastados da banda, mas nada garante que tal afastamento seja definitivo, nem mesmo no caso de John, o único que atribui a sua saída a divergências artísticas.
Kathy Kelly
Kathleen Anne Kelly nasceu a 6 de Março de 1963 em Leominster, MA, nos Estados Unidos da América. Tocava sobretudo teclas, violino e acordeão. Deixou a banda para investir na sua carreira a solo pouco depois do lançamento do álbum From Their Hearts (1998). Desde então, lançou quatro álbuns: The Best Of Kathy Kelly (1999), oficialmente ainda um álbum dos Kelly Family, que incluía maioritariamente canções já gravadas com a banda em que Kathy é a vocalista principal (mas também três temas originais), Morning Of My Life (2000), Straight From My Heart (2002) e Godspell (2005). Em 2003 actou pela primeira vez numa ópera, numa produção de "The Telephone, or L'Amour à trois", de Giancarlo Menotti. Divorciada (em 1998) de Vincent van Hille, com quem casara em 1990, Kathy tem um filho, Sean Patrick (1992), conhecido dos fãs por, quando criança, não se coibir de "invadir" o palco durante os concertos para recolher do chão os vários bonecos de peluche atirados da plateia.
John Kelly
John Michael Kelly nasceu a 8 de Março de 1967 em Talavera, na Espanha. Tocava sobretudo guitarra, mas era o principal substituto de Angelo quando este abandonava a bateria; aliás, antes de Angelo era John o baterista, tendo sido ele quem iniciou o irmão mais novo na aprendizagem do instrumento. Deixou a banda durante o hiato que precedeu o álbum La Patata (2002) por não se identificar com o novo rumo que os irmãos pretendiam dar à sonoridade dos Kelly Family. Casou em 2001 com Maite Itoiz Sochaga, cantora lírica espanhola, filha do antigo professor de guitarra da família, Carlos Itoiz. Após vários anos a acompanhar a carreira da esposa como produtor e empresário, John voltou a cantar em 2006, quando lançou, com Maite, o álbum conceptual Tales From The Secret Forest.
Barby Kelly
Barbara-Ann Kelly nasceu a 28 de Abril de 1975 em Belascoain, na Espanha. Tocava sobretudo congas. Deixou a banda em 2002, após o lançamento do álbum La Patata. É conhecida a sua paixão pela dança e pela pintura - é hábito dos fãs de Kelly Family coleccionar cópias das suas aguarelas. Barby era a mais tímida e menos interventiva dos Kelly Family, quer em concertos quer em entrevistas e outros eventos públicos. Não são conhecidos muitos detalhes da sua vida pessoal; sabe-se apenas que estava doente aquando da sua saída da banda, mas já se encontra quase totalmente recuperada.
Paddy Kelly -
Michael Patrick Kelly nasceu a 5 de Dezembro de 1977 em Dublin, na Irlanda. Tocava sobretudo guitarra, baixo e piano/teclas. Deixou a banda em 2005, altura em que ingressou num mosteiro em França com o objectivo de estudar teologia. Dois anos antes havia lançado o seu álbum a solo, In Exile, cujas letras reflectiam de forma clara a sua aproximação à religião e espiritualidade. Tal como Barby, também se dedicava à pintura, tendo publicado várias das suas obras no encarte do seu CD e no seu website oficial. O seu último álbum de originais com os Kelly Family foi Homerun (2004).
No fim de 2004, decidiu estudar Teologia tornou-se monge, mas ao fim de 6 anos regressou à vida normal. Em 2015, surge a solo com o álbum Human, seguido Ruah em 2016 e ID em 2017. Reside  atualmente na Alemanha com sua família.

### Outros
Dan Kelly
Daniel Jerome Kelly (conhecido entre os fãs como Papa Kelly), nascido a 11 de Outubro de 1930 em Erie, MI, nos Estados Unidos da América, era o pai dos irmãos Kelly. Fez parte da banda até ao início dos anos noventa, altura em que passou para os bastidores, continuando como produtor e empresário dos filhos. O AVC de que foi vítima em 1990, que provocou a paralisação do lado direito do seu corpo, contribuiu fortemente para esse afastamento. Devido ao seu frágil estado de saúde, o envolvimento de Dan Kelly com a banda foi diminuindo, embora continuasse a participar na produção dos álbuns e aparecesse ocasionalmente no final de alguns concertos para saudar o público, que o recebia sempre com grande entusiasmo e comoção. Faleceu em Agosto de 2002.
Barbara Kelly
Barbara Ann Suokko (depois Barbara Ann Kelly, conhecida entre os fãs como Mama Kelly), nascida a 2 de Junho de 1946 em Fitchburg, MA, nos Estados Unidos da América, foi a segunda esposa de Dan, sendo mãe de oito dos doze irmãos Kelly. Era bailarina. Ensinou os filhos a dançar e cantou com a família praticamente até à morte, mesmo quando já se encontrava claramente debilitada pelo cancro de que viria a falecer, em Novembro de 1982, menos de um ano depois de ter dado à luz o seu último filho, Angelo.
Caroline Kelly
Caroline Kelly, nascida a 20 de Julho de 1962 em Leominster, MA, nos Estados Unidos da América, fez parte da banda até ao início da década de oitenta, altura em que regressou aos EUA. Actualmente é enfermeira e vive nos Estados Unidos com o seu marido Julian. Não tem filhos. Entre 2001 e 2002 passou grande parte do tempo na Alemanha, ajudando a cuidar do pai durante os seus últimos meses de vida.
Paul Kelly
Paul Kelly, nascido a 16 de Março de 1964 em Leominster, MA, nos Estados Unidos da América, cantou com os irmãos até 1984, altura em que preferiu dedicar-se à gastronomia. Voltou depois a ligar-se à música, nomeadamente à música celta, tendo construído uma longa carreira sob o nome artístico Pôl O'Ceallaigh (que se lê "O'Kelley", o apelido original da família antes de ser "americanizado"). Sabe-se que vive na Irlanda, que é casado e que tem seis filhos: Coco, Brenda, Patrick, Sean, Lemont e Sasha. Em 2006 voltou a actuar ao lado dos irmãos, na "Good News Acoustic Tour", depois de em 2004 ter tido uma participação especial num tema do álbum Homerun tocando hurdy gurdy.

### Restantes membros da família
Joanne
Joanne, Jenny ou Juana (não se sabe ao certo o seu nome) foi a primeira esposa de Dan Kelly. Nunca mencionada em fontes oficiais, muito pouco se sabe sobre ela além de que é a mãe dos quatro primeiros filhos de Dan: Danny, Caroline, Kathy e Paul.
Danny Kelly
Daniel Kelly, o mais velho dos irmãos Kelly, nasceu em 1961 em Leominster, MA, nos Estados Unidos da América. Portador de uma deficiência mental, nunca cantou com os irmãos, mas aparece em algumas fotografias da banda, nomeadamente na capa do álbum Christmas All Year. Deixou a Europa no início dos anos oitenta, regressando com Caroline aos EUA, onde ainda vive, numa instituição perto de casa da irmã.

### Músicos de apoio
Adam Kelly
Adam Augustine Kelly (1975) é um primo dos irmãos Kelly (o seu pai, Henry, é irmão de Dan) que participou das digressões da família entre 1988, 1991 e 1993, 1998 e 2000, embora não tenha contribuído para qualquer álbum de estúdio. Como os primos, Adam é músico desde criança, tendo formado com o pai o duo de folk irlandês Adam O’Henry. Hoje, faz parte de um outro duo, One Journey, com a sua esposa Jessica.
Outros
Ao longo da sua carreira os Kelly Family trabalharam com vários músicos de apoio durante as gravações como Maribel Kelly (guitarra). Destacam-se os seus ex-professores Nippy Noya (percussão), Benito Lextundi (guitarra) e Carlos Itoiz (guitarra), bem como Johann Daansen e Hartmut Pfannmuller (que além de tocarem vários instrumentos colaboraram também na produção, mistura e masterização de vários álbuns). Mais recentemente, Matthias Krauss (diversos instrumentos, especialmente guitarra e teclas), Christian Prüssing (baixo) e Peter Materna (saxofone) não só tocaram com os Kelly Family em estúdio como os acompanharam em palco. Também o baterista Marco Minnemann, depois de ter participado do álbum a solo de Paddy Kelly, seguiu na digressão do Homerun, em que a banda tocou com duas baterias em palco (Minnemann e Angelo).

## Discografia
| - 1977 - Kelly Family Tours Europe - 1978 - Familia Kelly Canta la Navidad - 1979 - The Kelly Family - 1979 - Lieder der Welt - 1980 - Ein Vogel Kann im Käfig nicht Fliegen - 1980 - Unsere Schönsten Lieder bei der Kelly Family - 1980 - Kelly Family Loves Christmas and You - 1981 - Christmas All Year - 1981 - Wonderful World - 1984 - Une Famille c'est Une Chanson - 1989 - Keep On Singing - 1990 - New World - 1991 - Honest Workers - 1993 - WOW - 1994 - Over The Hump - 1995 - Christmas For All - 1996 - Almost Heaven - 1997 - Growin' Up - 1998 - From Their Hearts - 2002 - La Patata - 2004 - Homerun - 2017 - We Got Love - 1993 - The Very Best - Over 10 Years - 1999 - The Bonus-Tracks Album - 1999 - Best Of The Kelly Family vol. 1 - 1999 - Best Of The Kelly Family vol. 2 - 2005 - Hope - 1988 - Live - 1992 - Street Life - 1998 - Live Live Live - 2011 - Stille Nacht - 2012 - Stille Nacht 2011 - 2013 - Stille Nacht 2012 - 1977 - Kelly Family - 1978 - Meisterwerke - 1979 - The Early Years - 1979 - Star Gold - Die Großen Erfolge - 1979 - Who'll Come With Me - 1979 - Guiness - 1979 - Festliche Stunden - 1979 - Guten Abend, Gut' Nacht - 1979 - Lieder Kann Im Kaefig Nicht Fliegen - Die Schoensten Deutschen Lieder - 1980 - Ausgewählte Goldstücke - 1980 - Kelly Family Mit Herz - 1980 - Stars & Ihre Großen Erfolge - 1980 - WanderlieDer Welt - 1979 - Songs Of The World - 1979 - Liederreise - 1979 - Stargala - 1979 - Szene Stars - 1979 - The Kelly Family Loves Christmas And You - 1980 - Ein Vogel der - 1980 - Die Großen Erfolge - 1980 - Meisterstücke I - 1980 - Meisterstücke II - 1981 - Botschafter In Music - 1984 - Unsere Schönsten Deutschen Lieder - 1994 - Greensleeves - 1994 - Mull Of Kintyre - 1994 - Die Schönstens Songs 1 - 1995 - Die schönstens Songs 2 - 1996 - Weihnachten Mit Der Kelly Family - 1996 - The Very Best Of The Early Years | - 1978 - "Danny Boy" - 1978 - "Agur Jaunak" - 1979 - "The Last Rose Of Summer" - 1979 - "David's Song (Who'll Come With Me)" - 1979 - "Eagle On The Breeze (Island by the Sea)" - 1979 - "The Knick-Knack Song (This Old Man)" - 1979 - "Join This Parade (Scotland the Brave)" - 1980 - "Alle Kinder Brauchen Freunde (Child)" - 1980 - "Die Vogelhochzeit" - 1980 - "Ein Vogel Kann Im Käfig Nicht Fliegen" - 1981 - "Estudiantina Portuguesa" (não-oficiaio) - 1984 - "Une Famille C'est Une Chanson" - 1984 - "Didelidei 1" - 1984 - "Eine Familie ist Wie Eine Lied" - 1984 - "Didelidei 2" - 1984 - "Old McDonald Had a Farm" - 1984 - "Amazing Grace" - 1985 - "Hiroshima I'm Sorry" - 1986 - "We Love The Pope" - 1986 - "Our Father" - 1987 - "Who'll Come With Me" - 1989 - "Sean O'Kelley" - 1992 - "House On The Ocean" - 1992 - "Key To My Heart" - 1993 - "When The Last Tree…" - 1993 - "No Lies" - 1993 - "One More Freaking Dollar" - 1994 - "An Angel" - 1994 - "Ares Qui" - 1995 - "Why Why Why" - 1995 - "Roses Of Red" - 1995 - "First Time" - 1995 - "Quisiera Ser Un Angel" - 1996 - "I Can't Help Myself" - 1996 - "Every Baby" - 1996 - "Gott deine Kinder" - 1996 - "Que Dios Ayude" - 1997 - "Fell In Love With An Alien" - 1997 - "Nanana" - 1997 - "When The Boys Come Into Town" - 1997 - "Because It's Love" - 1997 - "Red Shoes" - 1998 - "One More Song" - 1998 - "I Will Be Your Bride" - 1999 - "You're Losing Me" - 1999 - "Oh It Hurts / Hooks" - 1999 - "I Really Love You" - 1999 - "The Children Of Kosovo" - 1999 - "Saban's Mystic Knights of Tir Na Tog" - 1999 - "Mama" - 2000 - "I Wanna Kiss You" - 2002 - "I Wanna Be Loved" - 2002 - "What's A Matter You People" - 2002 - "Mrs. Speechless" - 2004 - "Flip A Coin" - 2004 - "Blood" - 2004 - "Streets of Love" - 2017 - "Nanana" - 2017 - "Brothers and Sisters" |

### Álbuns solo

#### Kathy Kelly
Álbuns
- 2000 - Morning Of My Life
- 2002 - Straight from My Heart
- 2005 - Godspell

Singles
- 2001 - "Save Me In The Morning"
- 2001 - "Nay No Nay"
- 2001 - "It's Christmas Time"

#### John Kelly & Maite Itoiz
Álbuns
- 2006 - Tales From The Secret Forest

#### Paddy Kelly
Álbuns
- 2003 - In Exile

Singles
- 2003 - "Pray Pray Pray"
- 2003 - "When You Sleep"

#### Angelo Kelly
Álbuns
- 2006 - I'm Ready
- 2007 - "Rejoice & Be Glad"
- 2008 - "Lost Sons"
- 2008 - "Up Close"
- 2009 - "Live in Madrid"
- 2009 - "The Traveller Live at Sean O´Kelley"

Lançamento a 29 de Outubro de 2009 - "The Traveller Live in Warsaw"
Compactos
- 2006 - "Finally One"

DVDs
- 2006 - I'm Ready Live
- 2008 - "Up Close Live"
- 2008 - "Live in Madrid"
- 2009 - "The Traveller Live at Sean O´Kelley"

## Concertos em Portugal
- 25 de Abril de 1998 - Coliseu do Porto (Porto)
- 26 de Abril de 1998 - Coliseu dos Recreios (Lisboa)
- 4 de Setembro de 1998 - Pavilhão Multiusos de Guimarães
- 5 de Setembro de 1998 - Coliseu dos Recreios (Lisboa)
- 14 de Junho de 1999 - Hipódromo dos Mourões (Abrantes)
- 18 de Junho de 1999 - Pavilhão Atlântico (Lisboa)
- 19 de Junho de 1999 - Estádio 1º de Maio (Braga)
- 11 de Agosto de 2000 - Praça de Touros da Póvoa de Varzim
- 19 de Julho de 2003 - Estádio Municipal de Fafe
- 14 de Agosto de 2003 - Parque de Feiras e Exposições de Portimão
- 6 de Agosto de 2005 - Parque Atlântico (Nazaré)

### A solo
Angelo Kelly
- 18 de Janeiro de 2008 - Convento de São Francisco (Coimbra)
- 19 de Janeiro de 2008 - Centro Cultural das Caldas da Rainha